# Thymus petraeus
Thymus petraeus — вид рослин родини глухокропивові (Lamiaceae), поширений у Казахстані, Монголії, Китаї (Сіньцзян) та Росії (Алтай, Красноярськ, Тува).

## Опис
Рослина 1–5 см. Стебла товсті. Листки черешкові, довгасто-еліптичні, 4–6 мм, оголені, залозисті. Суцвіття головчасте; чашечка фіолетова, оголена; квіти 3–5 мм завдовжки, рожеві.

## Поширення
Поширений у Казахстані, Монголії, Китаї (Сіньцзян) та Росії (Алтай, Красноярськ, Тува).